# Населення Судану
Населення Судану. Чисельність населення країни 2015 року становила 36,108 млн осіб (38-ме місце у світі). Чисельність суданців стабільно збільшується, народжуваність 2015 року становила 29,19 ‰ (43-тє місце у світі), смертність — 7,66 ‰ (109-те місце у світі), природний приріст — 1,72 % (68-ме місце у світі) . 

## Природний рух

### Відтворення
Народжуваність у Судані, станом на 2015 рік, дорівнює 29,19 ‰ (43-тє місце у світі). Коефіцієнт потенційної народжуваності 2015 року становив 3,79 дитини на одну жінку (41-ше місце у світі). Рівень застосування контрацепції 9 % (станом на 2010 рік).
Смертність у Судані 2015 року становила 7,66 ‰ (109-те місце у світі).
Природний приріст населення в країні 2015 року становив 1,72 % (68-ме місце у світі).

### Вікова структура

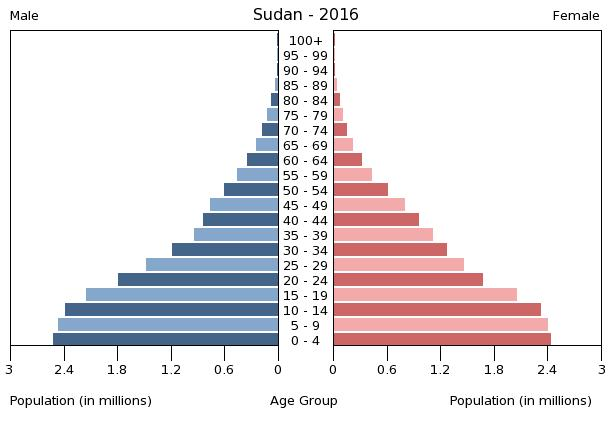
Віково-статева піраміда населення Судану, 2016 рік

Середній вік населення Судану становить 19,6 року (198-ме місце у світі): для чоловіків — 19,4, для жінок — 19,9 року. Очікувана середня тривалість життя 2015 року становила 63,68 року (186-те місце у світі), для чоловіків — 61,61 року, для жінок — 65,85 року.
Вікова структура населення Судану, станом на 2015 рік, мала такий вигляд:
- діти віком до 14 років — 40,15 % (7 359 547 чоловіків, 7 138 348 жінок);
- молодь віком 15—24 роки — 20,5 % (3 815 524 чоловіки, 3 587 177 жінок);
- дорослі віком 25—54 роки — 32,08 % (5 620 201 чоловік, 5 964 277 жінок);
- особи передпохилого віку (55—64 роки) — 4,02 % (765 137 чоловіків, 685 577 жінок);
- особи похилого віку (65 років і старіші) — 3,25 % (638 495 чоловіків, 534 570 жінок)[1].

### Шлюбність— розлучуваність
Середній вік, коли чоловіки беруть перший шлюб, дорівнює 29,1 року, жінки — 22,7 року, загалом — 25,9 року (дані за 1993 рік).

## Розселення
Густота населення країни 2015 року становила 22,8 особи/км² (202-ге місце у світі).

### Урбанізація
Судан середньоурбанізована країна. Рівень урбанізованості становить 33,8 % населення країни (станом на 2015 рік), темпи зростання частки міського населення — 2,54 % (оцінка тренду за 2010—2015 роки).
Головні міста держави: Хартум (столиця) — 5,129 млн осіб (дані за 2015 рік).

### Міграції
Річний рівень еміграції 2015 року становив 4,29 ‰ (190-те місце у світі). Цей показник не враховує різниці між законними і незаконними мігрантами, між біженцями, трудовими мігрантами та іншими.

#### Біженці й вимушені переселенці
Станом на 2016 рік, у країні постійно перебуває 98,7 тис. біженців з Еритреї, 8,89 тис. з Чаду, 240,97 тис. з Південного Судану. У той самий час у країні, станом на 2015 рік, налічується 3,218 млн внутрішньо переміщених осіб через тривалу громадянську війну 1983—2005 років, конфлікт в Дарфурі, війну з Південним Суданом, міжетнічні конфлікти.
Судан є членом Міжнародної організації з міграції (IOM).

## Расово-етнічний склад
| Етнічний склад (2015 рік) | Етнічний склад (2015 рік) | Етнічний склад (2015 рік) | Етнічний склад (2015 рік) | Етнічний склад (2015 рік) |
| ------------------------- | ------------------------- | ------------------------- | ------------------------- | ------------------------- |
| Етнос:                    |                           |                           | Відсоток:                 |                           |
| араби                     | араби                     |                           | 70%                       | 70%                       |
| фор                       | фор                       |                           | %                         | %                         |
| беджа                     | беджа                     |                           | %                         | %                         |
| нуба                      | нуба                      |                           | %                         | %                         |
| фаллата                   | фаллата                   |                           | %                         | %                         |

Головні етноси країни: суданські араби — 70 %, фор, беджа, нуба, фаллата.

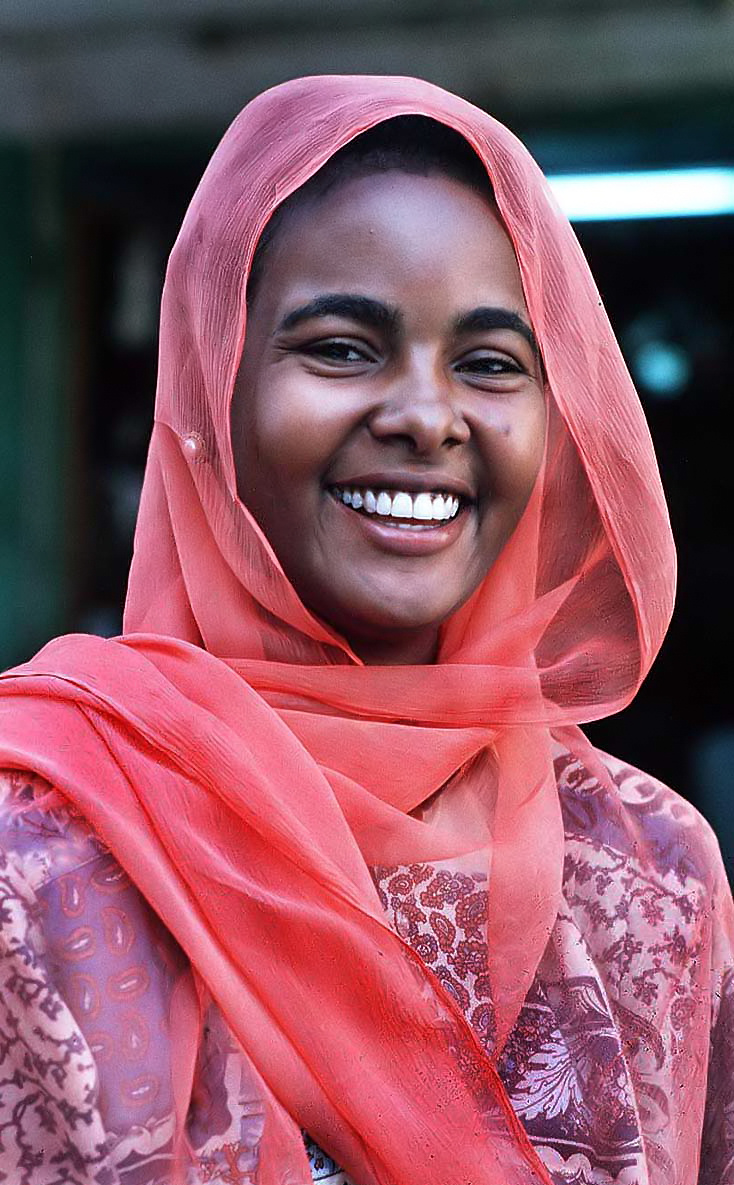
Суданська арабка
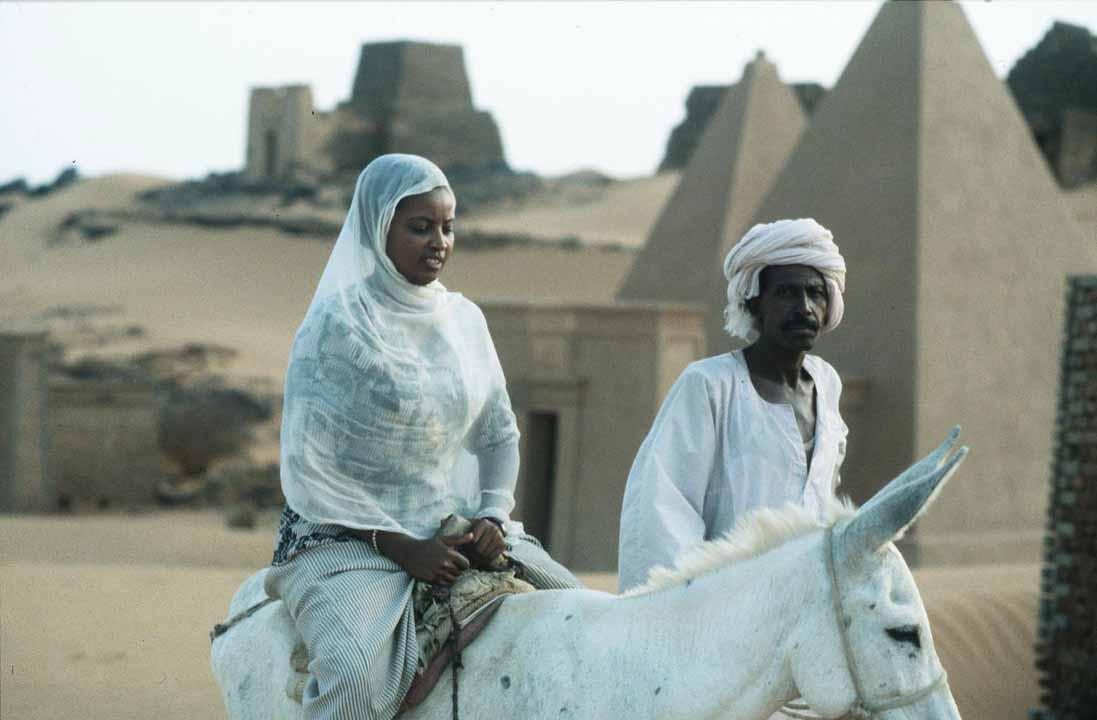
Суданські араби
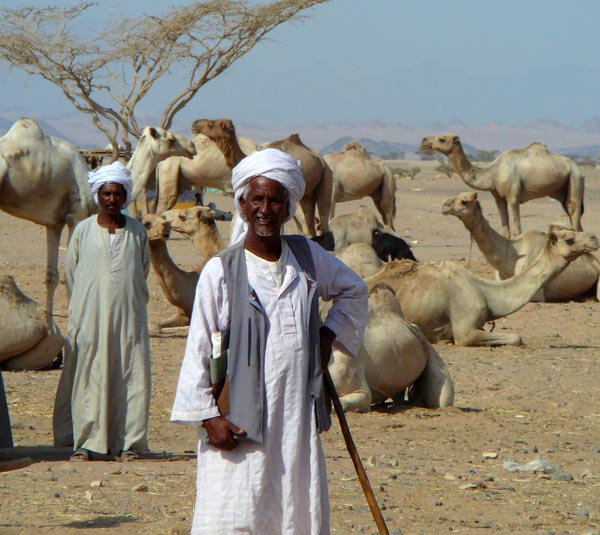
Кочовики беджа
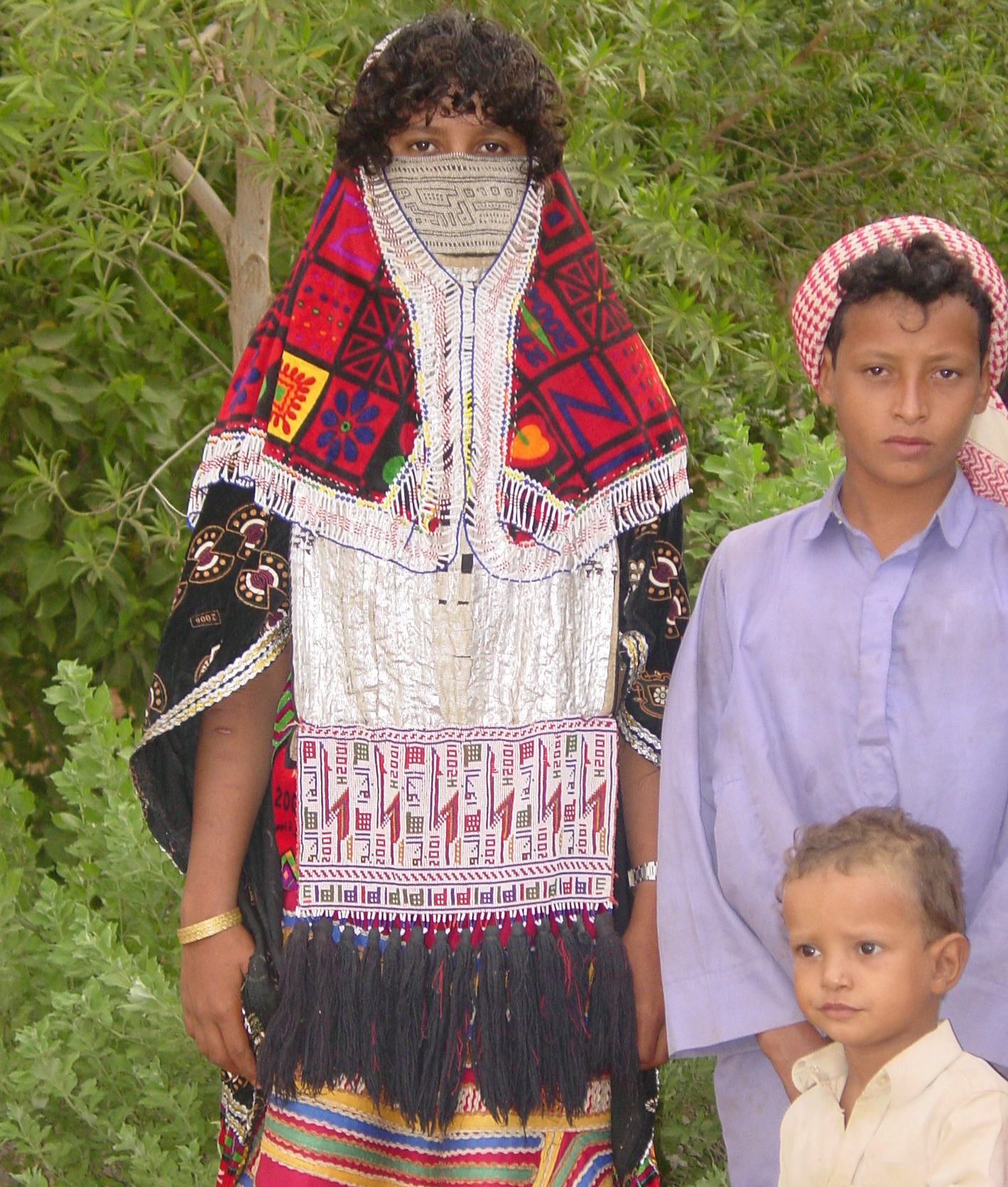
Родина рашайда
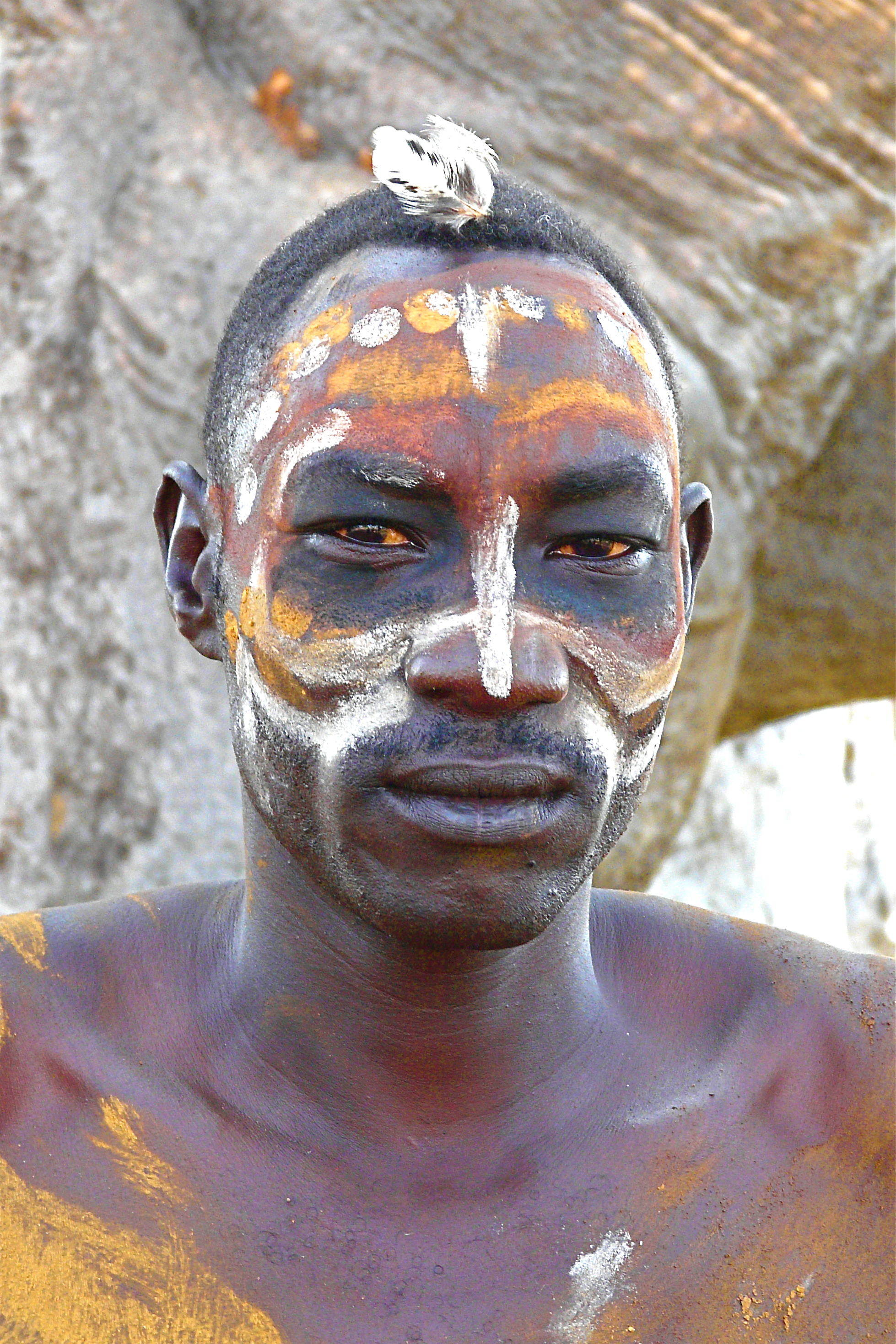
Чоловік народу нуба

## Мови
| Мови Судану (2015 рік) | Мови Судану (2015 рік) | Мови Судану (2015 рік) | Мови Судану (2015 рік) | Мови Судану (2015 рік) |
| ---------------------- | ---------------------- | ---------------------- | ---------------------- | ---------------------- |
| Мова:                  |                        |                        | Відсоток:              |                        |
| арабська               | арабська               |                        | %                      | %                      |
| англійська             | англійська             |                        | %                      | %                      |
| нубійська              | нубійська              |                        | %                      | %                      |
| беджа                  | беджа                  |                        | %                      | %                      |
| фур                    | фур                    |                        | %                      | %                      |

Офіційні мови: арабська і англійська. Інші поширені мови: нубійська, беджа, фур. У країні діє загальнонаціональна програма арабізації населення.

## Релігії
| Релігії в Судані (2009 рік) | Релігії в Судані (2009 рік) | Релігії в Судані (2009 рік) | Релігії в Судані (2009 рік) | Релігії в Судані (2009 рік) |
| --------------------------- | --------------------------- | --------------------------- | --------------------------- | --------------------------- |
| Віросповідання:             |                             |                             | Відсоток:                   |                             |
| мусульмани                  | мусульмани                  |                             | 99%                         | 99%                         |
| інші                        | інші                        |                             | 1%                          | 1%                          |

Головні релігії й вірування, які сповідує, і конфесії та церковні організації, до яких відносить себе населення країни: іслам сунітського спрямування, невеликі групи сповідують християнство.

## Освіта
Рівень письменності 2015 року становив 75,9 % дорослого населення (віком від 15 років): 83,3 % — серед чоловіків, 68,6 % — серед жінок.
Державні витрати на освіту становлять 2,2 % ВВП країни, станом на 2009 рік Середня тривалість освіти становить 7 років, для хлопців — до 7 років, для дівчат — до 7 років (станом на 2013 рік).

## Охорона здоров'я
Забезпеченість лікарями в країні на рівні 0,28 лікаря на 1000 мешканців (станом на 2008 рік). Забезпеченість лікарняними ліжками в стаціонарах — 0,8 ліжка на 1000 мешканців (станом на 2012 рік). Загальні витрати на охорону здоров'я 2014 року становили 8,4 % ВВП країни (75-те місце у світі).
Смертність немовлят до 1 року, станом на 2015 рік, становила 51,52 ‰ (35-те місце у світі); хлопчиків — 56,87 ‰, дівчаток — 45,9 ‰. Рівень материнської смертності 2015 року становив 311 випадків на 100 тис. народжень (9-те місце у світі).
Судан входить до складу ряду міжнародних організацій: Міжнародного руху (ICRM) і Міжнародної федерації товариств Червоного Хреста і Червоного Півмісяця (IFRCS), Дитячого фонду ООН (UNISEF), Всесвітньої організації охорони здоров'я (WHO).

### Захворювання
Потенційний рівень зараження інфекційними хворобами в країні дуже високий. Найпоширеніші інфекційні захворювання: діарея, гепатит А і Е, черевний тиф, малярія, гарячка денге, гарячка Рифт Валлі, шистосомози, менінгококовий менінгіт, сказ (станом на 2016 рік).
2014 року зареєстровано 53,2 тис. хворих на СНІД (55-те місце у світі), це 0,25 % населення в репродуктивному віці 15—49 років (93-тє місце у світі). Смертність 2014 року від цієї хвороби становила 2,9 тис. осіб (46-те місце у світі).
Частка дорослого населення з високим індексом маси тіла 2014 року становила 6,6 % (150-те місце у світі); частка дітей віком до 5 років зі зниженою масою тіла становила 33 % (оцінка на 2014 рік). Ця статистика показує як власне стан харчування, так і наявну/гіпотетичну поширеність різних захворювань.

### Санітарія
Доступ до облаштованих джерел питної води 2012 року мало 66 % населення в містах і 50,2 % в сільській місцевості; загалом 55,5 % населення країни. Відсоток забезпеченості населення доступом до облаштованого водовідведення (каналізація, септик): у містах — 43,9 %, у сільській місцевості — 13,4 %, загалом по країні — 23,6 % (станом на 2015 рік). Споживання прісної води, станом на 2005 рік, дорівнює 27,59 км³ на рік, або 683,4 тонни на одного мешканця на рік: з яких 4 % припадає на побутові, 1 % — на промислові, 95 % — на сільськогосподарські потреби.

## Соціально-економічне становище
Співвідношення осіб, що в економічному плані залежать від інших, до осіб працездатного віку (15—64 роки) загалом становить 78 % (станом на 2015 рік): частка дітей — 72,1 %; частка осіб похилого віку — 5,9 %, або 16,9 потенційно працездатного на 1 пенсіонера. Загалом ці показники характеризують рівень потреби державної допомоги в секторах освіти, охорони здоров'я та пенсійного забезпечення, відповідно. За межею бідності 2009 року перебувало 46,5 % населення країни. Розподіл доходів домогосподарств у країні має такий вигляд: нижній дециль — 2,7 %, верхній дециль — 26,7 % (станом на 2009 рік).
Станом на 2012 рік, у країні 24,7 млн осіб не мали доступу до електромереж; 35 % населення має доступ, у містах цей показник дорівнює 63 %, у сільській місцевості — 21 %. Рівень проникнення інтернет-технологій низький. Станом на липень 2015 року в країні налічувалось 9,61 млн унікальних інтернет-користувачів (48-ме місце у світі), що становило 26,6 % загальної кількості населення країни.

### Трудові ресурси
Загальні трудові ресурси 2007 року становили 11,92 млн осіб (47-ме місце у світі). Зайнятість економічно активного населення в господарстві країни розподіляється таким чином: аграрне, лісове і рибне господарства — 80 %; промисловість і будівництво — 7 %; сфера послуг — 13 % (станом на 1998 рік). Безробіття 2014 року дорівнювало 13,6 % працездатного населення, 2013 року — 14,8 % (146-те місце у світі); серед молоді у віці 15—24 років ця частка становила 20 %, серед юнаків — 16 %, серед дівчат — 32 %.

## Кримінал

### Торгівля людьми
Згідно зі щорічною доповіддю про торгівлю людьми (англ. Trafficking in Persons Report) Управління з моніторингу та боротьби з торгівлею людьми Державного департаменту США, уряд Судану не докладає зусиль у боротьбі з явищем примусової праці, сексуальної експлуатації, незаконною торгівлею внутрішніми органами, законодавство не відповідає мінімальним вимогам американського закону 2000 року щодо захисту жертв (англ. Trafficking Victims Protection Act's), країна перебуває у списку третього рівня.

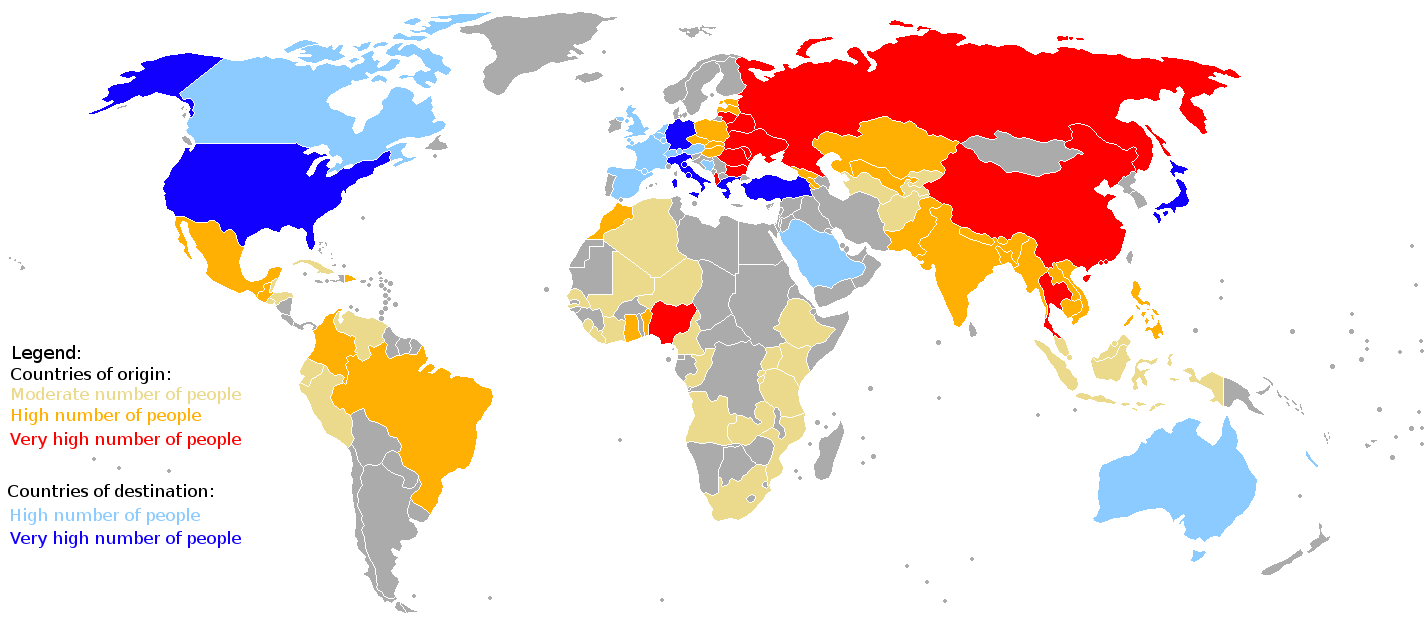
Країни-донори (червоний) і країни-реципієнти кримінальних потоків  (англ.)
Глобальна боротьба з торгівлею людьми (англ.)

## Гендерний стан
Статеве співвідношення (оцінка 2015 року):
- при народженні — 1,05 особи чоловічої статі на 1 особу жіночої;
- у віці до 14 років — 1,03 особи чоловічої статі на 1 особу жіночої;
- у віці 15—24 років — 1,06 особи чоловічої статі на 1 особу жіночої;
- у віці 25—54 років — 0,94 особи чоловічої статі на 1 особу жіночої;
- у віці 55—64 років — 1,12 особи чоловічої статі на 1 особу жіночої;
- у віці за 64 роки — 1,19 особи чоловічої статі на 1 особу жіночої;
- загалом — 1,02 особи чоловічої статі на 1 особу жіночої[1].

## Демографічні дослідження
Демографічні дослідження у країні ведуться рядом державних і наукових установ:

### Українською
- Атлас. 10—11 клас. Економічна і соціальна географія світу / упорядники :  О. Я. Скуратович, Н. І. Чанцева. — К. : ДНВП «Картографія», 2010. — ISBN 978-966-475-639-3.
- Атлас світу / голов. ред. І. С. Руденко ; зав. ред. В. В. Радченко ; відп. ред. О. В. Вакуленко. — К. : ДНВП «Картографія», 2005. — 336 с. — ISBN 9666315467.
- Безуглий В. В. Економічна і соціальна географія зарубіжних країн : Навчальний посібник. — К. : ВЦ «Академія», 2007. — 704 с. — ISBN 978-966-580-239-6.
- Безуглий В. В., Козинець С. В. Регіональна економічна і соціальна географія світу : Навчальний посібник. — видання 2-ге, доп., перероб. — К. : ВЦ «Академія», 2007. — 688 с. — ISBN 966-580-144-9.
- Головченко В. І., Кравчук О. Країнознавство: Азія, Африка, Латинська Америка, Австралія і Океанія. — К., 2006. — 335 с. — ISBN 966-8939-04-2.
- Гудзеляк І. І. Географія населення: Навчальний посібник / І. Гудзеляк. — Л. : Видавничий центр ЛНУ імені Івана Франка, 2008. — 232 с. — ISBN 978-966-613-599-8.
- Дахно І. І. Країни світу: Енциклопедичний довідник / І. І. Дахно, С. М. Тимофієв. — К. : Мапа, 2011. — 606 с. — (Бібліотека нового українця) — ISBN 978-966-8804-23-6.
- Дахно І. І. Економічна географія зарубіжних країн : навчальний посібник. — К. : Центр учбової літератури, 2014. — 319 с. — ISBN 978-611-01-0682-5.
- Джаман В. О. Регіональні системи розселення: демографічні аспекти. — Чернівці : Рута, 2003. — 392 с. — ISBN 9665685988.
- Дорошенко Л. С. Демографія: Навчальний посібник. — К. : МАУП, 2005. — 112 с. — ISBN 966-608-442-2.
- Дубович І. А. Країнознавчий словник-довідник. — 5-те вид., перероб. і доп. — К. : Знання, 2008. — 839 с. — ISBN 978-966-346-330-8.
- Економічна і соціальна географія країн світу. Навчальний посібник / За ред. Кузика С. П. — Л. : Світ, 2002. — 672 с. — ISBN 966-603-178-7.
- Загальна медична географія світу / В. О. Шевченко [та ін.] — К. : [б.в.], 1998. — 178 с.
- Книш М. М., Мамчур О. І. Регіональна економічна і соціальна географія світу (Латинська Америка та Карибські країни, Африка, Азія, Океанія) : навч. посіб. — Л. : ЛНУ ім. Івана Франка, 2013. — 368 с. — ISBN 978-617-10-0007-0.
- Крисаченко В. С. Динаміка населення: Популяційні, етнічні та глобальні виміри. — К. : Видавництво Національного інституту стратегічних досліджень, 2005. — 368 с. — ISBN 966-554-083-1.
- Любіцева О. О., Мезенцев К. В., Павлов С. В. Географія релігій. — К. : АртЕК, 1999. — 504 с. — ISBN 966-505-006-0.
- Масляк П. О. Країнознавство. — К. : Знання, 2007. — 292 с. — (Вища освіта XXI століття)
- Масляк П. О., Дахно І. І. Економічна і соціальна географія світу / П. О. Масляк, І. І. Дахно ; за ред. П. О. Масляка. — К. : Вежа, 2003. — 280 с. — ISBN 966-7091-53-8.

### Російською
- (рос.) Судан // Демографический энциклопедический словарь / главн. ред. Валентей Д. И. — М. : Советская энциклопедия, 1985. — 608 с.
- (рос.) Судан // Африка: энциклопедический справочник [в 2-х тт.] / гл. ред. А. Громыко. — М. : Советская энциклопедия, 1987. — Т. 2. — 671 с.
- (рос.) Судан // Страны и народы. Африка. Общий обзор. Северная Африка / Редкол. : А. А. Громыко и др. — М. : «Мысль», 1982. — 349 с. — (Страны и народы) — 180 тис. прим.
- (рос.) Атлас народов мира / Отв. ред. С. И. Брук и В. С. Апенченко. — М. : ГУГК ГГК СССР и Институт этнографии им. Н. Н. Миклухо-Маклая АН СССР, 1964. — 185 с. — 20 тис. прим.
- (рос.) Численность и расселение народов мира. Этнографические очерки / под ред. С. И. Брука. — М. : Издательство АН СССР, 1962. — 487 с.
- (рос.) Лаппо Г. М. География городов: Учебное пособие для географических факультетов вузов. — М. : Туманит, изд. центр ВЛАДОС, 1997. — 476 с. — ISBN 5-691-00047-0.
- (рос.) Ягельский А. География населения. — М. : Прогресс, 1980. — 383 с.